# Kalifornischer Mohn

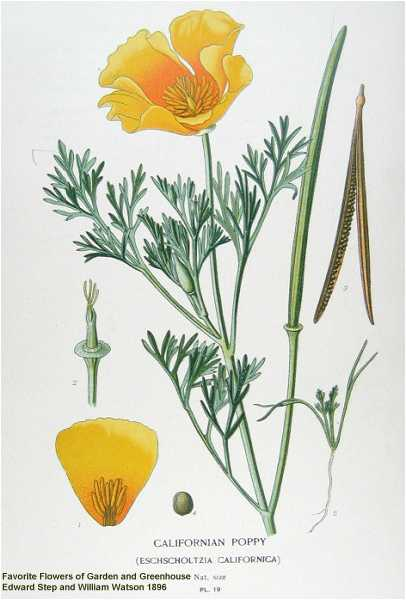
Botanische Illustration

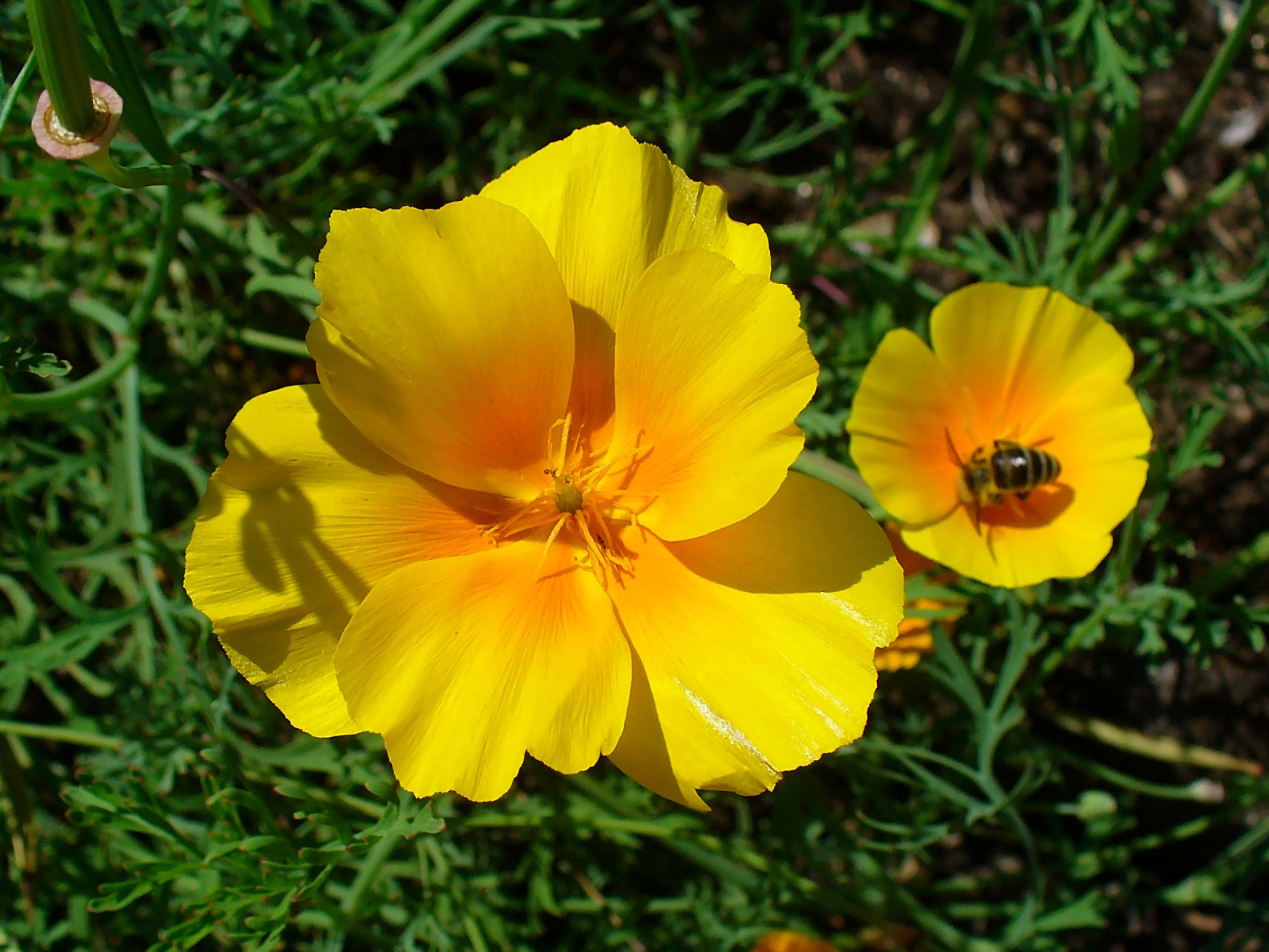
Aberrante Blüte mit 6 Kronblättern

Der Kalifornische Mohn (Eschscholzia californica), auch Goldmohn, Kalifornischer Kappenmohn oder Schlafmützchen genannt, ist eine Pflanzenart aus der Familie der Mohngewächse (Papaveraceae). Ihren Ursprung hat diese Art in Kalifornien und anderen südwestamerikanischen Bundesstaaten. Inzwischen ist sie auch in Australien, Südafrika und Europa verbreitet. Sie war Giftpflanze des Jahres 2016.

## Beschreibung

### Merkmale

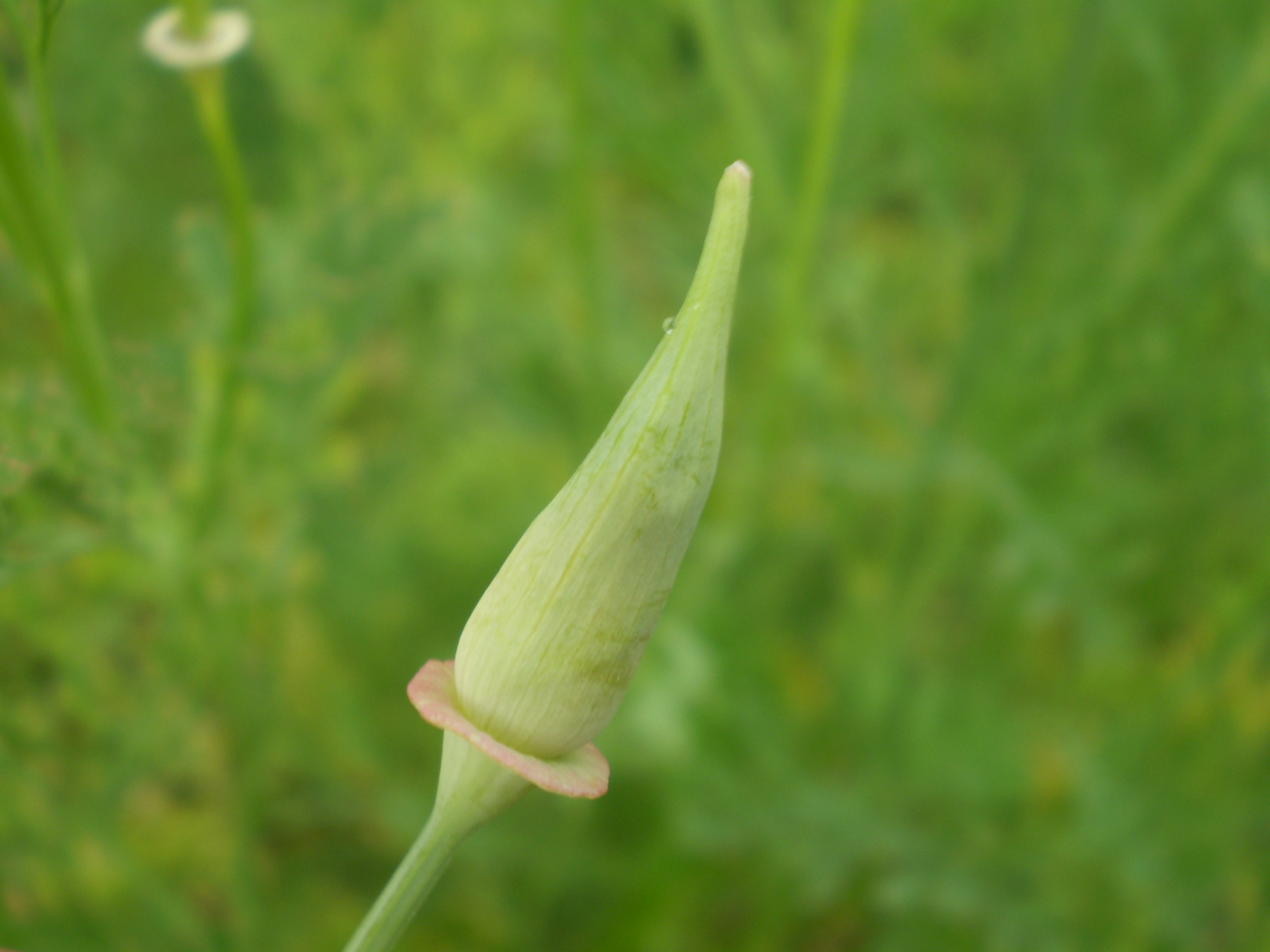
Noch geschlossene Blüte mit erweitertem Blütenboden

Der Kalifornische Mohn ist eine kahle, einjährige oder ausdauernde krautige Pflanze, die Wuchshöhen bis zu 60 cm erreicht.
Er hat aufstrebende, verzweigte, an der Basis leicht verholzte Stängel. Er bildet eine tiefe Pfahlwurzel.
Die in einer grundständigen Rosette stehenden Laubblätter sind grau-grün, dreifach fiederteilig in viele feine, lineare Segmente mit stumpfen Spitzen unterteilt und bis zu 14 cm lang.
Er bildet end- oder blattachselständig jeweils eine, auf langen Stielen aufrecht sitzende, erst fast kugelförmige, später kegelförmige Blütenknospe. Die untertassenähnlichen radiärsymmetrischen Blüten erreichen einen Durchmesser von 2 bis 12 cm.
Die Basis der Blüte, der Blütenboden (Receptaculum), verfügt über einen ausgeprägten erweiterten Rand (siehe Abbildung rechts).
Darüber stehen zwei Kelchblätter und die vier leuchtend gelben bis orangefarbenen (selten auch weißen oder rötlichen), sich überlappenden Kronblätter. Meistens haben die Kronblätter einen orangefarbenen Fleck an der Basis. Die beiden Kelchblätter umschließen anfangs die Blüte vollständig in Form einer altertümlichen Schlafmütze (Kalyptra), sie werden beim Aufblühen der Kronblätter abgestreift und fallen als Ganzes ab. Daher auch der Name Schlafmützchen. Um den oberständigen, aus zwei fadenförmigen Fruchtblättern bestehenden Fruchtknoten herum sitzen dicht die vielen Staubblätter. Die Blütezeit reicht von Juli bis September. Die Samen reifen von August bis September.
Es werden lange dünne, fast zylindrische, in der Mitte etwas verdickte, bis zu 10 cm lange Schoten gebildet. Die kahlen, einkammerigen Schoten haben zehn Längsrippen und öffnen sich nach der Reifung an zwei Seiten der Länge nach. Aus der Schote werden dann zahlreiche, netzförmig gemusterte, braune bis schwarze, elliptische Samen von 1,5 bis 1,8 mm Länge entlassen.

### Weitere Eigenschaften
Alle Teile der Pflanze sind giftig, da sie in den Wurzeln bis zu 1,6 % und im Kraut etwa 0,3 % Alkaloide enthält. Dabei enthält die Wurzel hauptsächlich Allocryptopin, während im Kraut Californidin dominiert. Weiterhin sind dort noch Allocryptopin und etwas Escholzin enthalten. Weitere Inhaltsstoffe sind die Alkaloide Protopin und Chelerythrin sowie Flavonoide, z. B. Rutosid.
Die Pflanze enthält im Gegensatz zu den anderen Mohngewächsen keinen Milchsaft, sondern eine farblose wässrige Flüssigkeit.

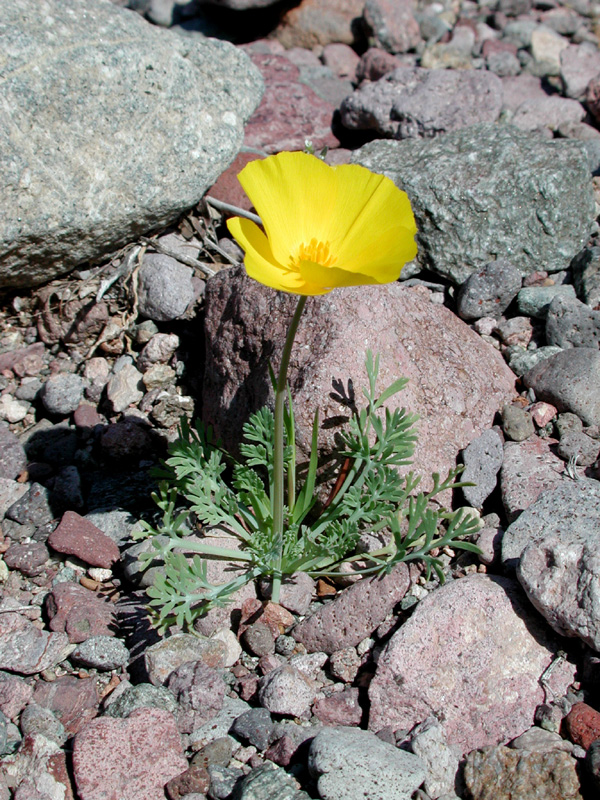
Eschscholzia californica subsp. mexicana

Die Chromosomenzahl ist 2n = 12.

### Unterarten
Der Kalifornische Mohn ist sehr variantenreich. Insgesamt sind mehr als 90 Variationen der Art beschrieben worden. Dabei wurden nicht nur Unterschiede zwischen Standorten und Pflanzentypen gemacht, Pflanzen wurden nach Farbe und Größe der Blüten unterschieden. Heute sind nur noch zwei Unterarten anerkannt:
- Eschscholzia californica subsp. californica: mit einem ausgeprägten erweiterten Rand des Blütenbodens und zweifach gelappten Keimblättern. Ihr ursprüngliches Verbreitungsgebiet sind die offenen grasigen Flächen Kaliforniens (Binnentäler), Oregons, Nevadas und Washingtons sowie die Baja California in Mexiko.
- Eschscholzia californica subsp. mexicana (Greene) C. Clark: mit kaum ausgeprägtem erweitertem Rand des Blütenbodens und ungelappten Keimblättern. Sie kommt in Wüsten von Arizona, Kalifornien, New Mexico, Nevada, Texas, Utah und in der Sonora-Wüste von Mexiko vor.

## Verbreitung und Ökologie

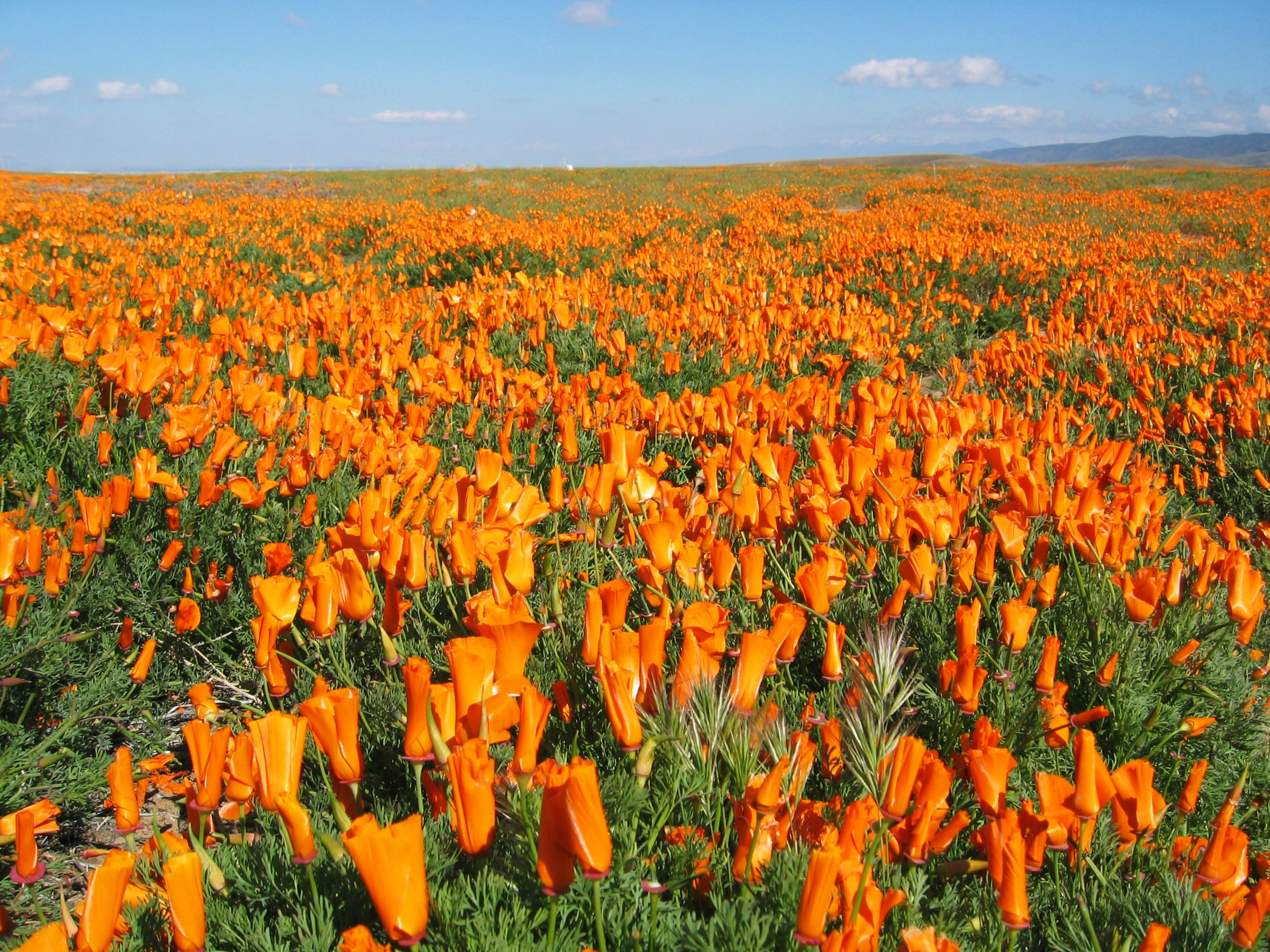
Mohnfeld im Antelope Valley California Poppy Reserve

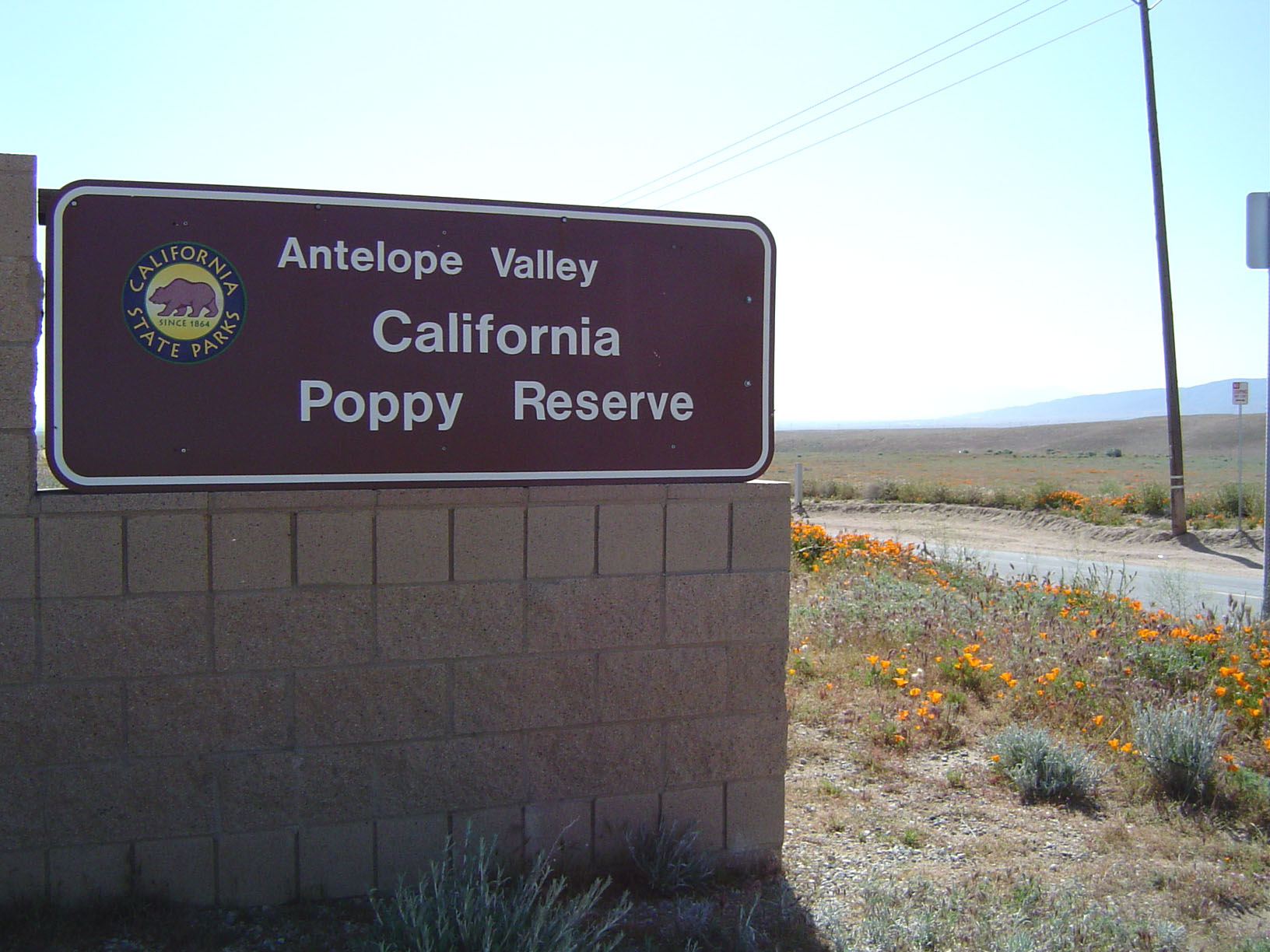
Eingang des Antelope Valley California Poppy Reserve

Diese Art gilt als „Überlebenskünstler“ bei Dürre, denn der Samen kann in trockenen Böden jahrelang überdauern. Bei geeigneter Witterung keimen und blühen die Pflanzen rasch und überziehen das Land mit einem Blütenmeer.
In trockenen Gebieten oder bei kalten Wintern wächst der Kalifornische Mohn als einjährige Pflanze. Bei günstigeren Bedingungen bildet sich eine Pfahlwurzel und er gedeiht dann als ausdauernde Pflanze über mehrere Jahre. In heißen Sommern sterben die oberirdischen Teile der Pflanze ab und nur die fleischige Pfahlwurzel überlebt.
Die Heimat des Kalifornischen Mohns ist der Südwesten der USA und Mexiko. Dort kommt er in Höhenlagen bis 2000 Metern vor. In Kalifornien tritt er sehr zahlreich auf. Nördlich von Los Angeles County, im Antelope Valley California Poppy Reserve, sind zur Blütezeit etwa 7 km² mit den leuchtend orangegelben Blüten bedeckt. Er benötigt viel Licht und durchlässige, nährstoffarme Böden. Mit maritimen Lagen kommt er gut zurecht.
Die Blüten sind nur bei Sonnenschein geöffnet. Die zwittrigen Blüten werden durch Insekten bestäubt. Zu ihrer Verbreitung nützt diese Art die Windausbreitung und Selbstausbreitung.
Im Winter verträgt er Temperaturen bis zu −10 °C.

## Name

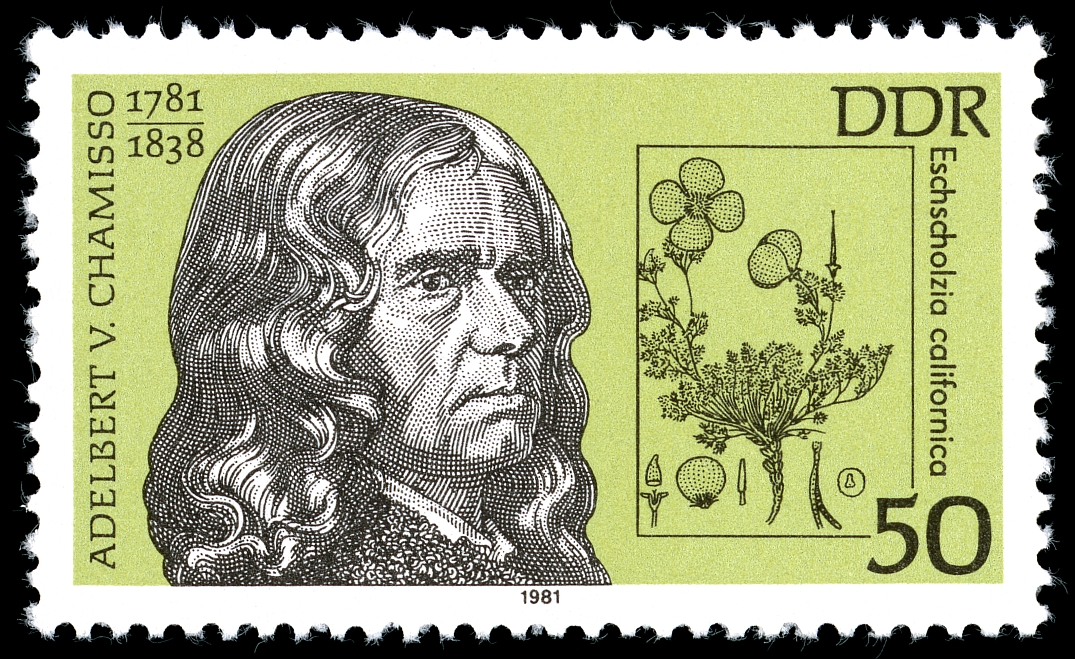
Briefmarke der Deutschen Post der DDR (1981) aus der Serie Bedeutende Persönlichkeiten

Ihren wissenschaftlichen Namen erhielt diese Art vom deutschen Dichter und Entdecker Adelbert von Chamisso auf der unter dem Kommando von Otto von Kotzebue 1815 bis 1818 durchgeführten Rurik-Expedition. Auf dieser Weltumseglung wurden auch in Kalifornien unbekannte Pflanzen und Tiere dokumentiert. Adelbert von Chamisso nannte die Gattung des Kalifornischen Mohns nach seinem Freund und Kollegen Johann Friedrich von Eschscholtz, einem deutsch-baltischen Mediziner, der als Schiffsarzt und Naturforscher an der Expedition teilnahm.
Bis zu seiner endgültigen Form Eschscholzia hat der Name im Laufe der Zeit einige Wandlungen durchgemacht. Der deutsche Name Escholtz wurde als Эшшолц (Ėššolc) ins kyrillische Alphabet transliteriert. Bei der Rückübersetzung in die Lateinische Schrift wurde daraus Eschscholtz mit verdoppeltem „sch“. Chamisso latinisierte den Namen als Eschscholzius, ohne „t“.
In der 1820 entstandenen Beschreibung der Gattung wurde sie Eschscholzia genannt, so heißt sie auch in der internationalen Botanischen Nomenklatur. Allerdings lautet der Name in der Bildtafel, die die Beschreibung begleitete, Eschholzia und an anderer Stelle der Publikation Eschscholtzia. Die letzte Bezeichnung hielt sich über ein Jahrhundert und ist auch heute noch gelegentlich im Gebrauch.
Das von Chamisso gesammelte Belegexemplar befindet sich im Herbarium des Botanischen Museums Berlin. Als Typusfundort wird der Hafen von San Francisco angegeben.
Die Erstbeschreibung der Art durch Chamisso findet sich in Christian Gottfried Daniel Nees von Esenbeck, Horae Phys. Berol.: 74 (1820). Synonyme der Art sind Chryseis californica (Cham.) Lindl. und Omonoia californica (Cham.) Raf.

## Kultur
Der Kalifornische Mohn wurde in den letzten Jahrhunderten weit verbreitet, entweder als Gartenpflanze oder durch die Verschleppung. Nach dem Ende des Kalifornischen Goldrauschs, als sich viele Goldsucher von San Francisco einschifften, um ihr Glück in Chile, Neuseeland und Australien zu suchen, nahmen die Schiffe Sand der Ufer von San Francisco als Ballast auf. So kam der Kalifornische Mohn in diese Länder, wo er zu einem verbreiteten Unkraut wurde.
Auch die Gartenpflanze findet häufig den Weg in die freie Natur. So wird er inzwischen in Deutschland als ein in Einbürgerung befindlicher Neophyt angesehen. 1825 gelangte diese Art in englische Gärten.
Der Kalifornische Mohn wurde 1903 offiziell zur Staatsblume von Kalifornien. Seine goldenen Blüten wurden ein Symbol für den „Golden State“. Der 6. April wird in Kalifornien als „California Poppy Day“ gefeiert. Dass es ein kalifornisches Gesetz gebe, welches das Abschneiden oder sonstige Entfernen des Kalifornischen Mohns verbiete, ist ein weit verbreiteter Mythos. Allerdings verbietet ein Gesetz das Entfernen der Vegetation entlang der Provinz- und Staatsautobahnen, außer durch von der Regierung autorisiertes Personal.
Wegen der fortgeschrittenen Aufklärung der molekularen Struktur der Blüte des Kalifornischen Mohns wird er als Modellpflanze in der Erforschung von Blütenpflanzen genutzt.
Besonders geeignet ist der Kalifornische Mohn für trockene Steingärten mit sandigem Boden. Als Schnittblume ist er ungeeignet, die Blüte verliert bald nach dem Abschneiden ihre Kronblätter. Es gibt inzwischen einige Sorten von Zierpflanzen in den Farben orange, rot und weiß. Der Kalifornische Mohn wird auch als Bienenweide und zur Begrünung von Straßenrändern genutzt. In Frankreich wird er für pharmazeutische Zwecke kultiviert.

## Verwendung als Heilmittel
Die Blätter des Kalifornischen Mohns wurden von den amerikanischen Ureinwohnern für medizinische und spirituelle Zwecke genutzt. Insbesondere wurde er als Schlaf- und Beruhigungsmittel sowie als mildes Schmerzmittel verwendet. Die abgekochten Blüten wurden gegen Läuse in die Haare gerieben. Die Frauen der Cahuilla sollen die Pollen als Kosmetika verwendet haben.
Die Inhaltsstoffe finden heute vorwiegend in der Pflanzenheilkunde und Homöopathie Verwendung. Trotz der nahen Verwandtschaft zum Schlafmohn (Papaver somniferum) hat Eschscholzia eine deutlich andere Wirkung auf das Zentrale Nervensystem. Der Ausschuss für pflanzliche Arzneimittel der Europäischen Arzneimittel-Agentur hat das Kraut des Kalifornischen Mohnes als traditionelles pflanzliches Arzneimittel bei leichten Symptomen von mentalem Stress sowie als Schlafmittel bewertet.
Dass der Kalifornische Mohn auch für die moderne Pharmaindustrie von Interesse ist, zeigt die Patentanmeldung des Unternehmens Boehringer Ingelheim zur Nutzung als pharmazeutische Droge zur Behandlung von Depressionen.